# Народно основно училище „Екзарх Йосиф I"
Народно основно училище „Екзарх Йосиф I“ основно училище в Етрополе, съществувало до 1947 година.

## История
От 1892 до 1899 година училището функционира като Етрополско трикласно училище.  От учебната 1895/1896 г. се въвежда изучаването на френски език за учениците от III клас.  В училището се основава ученическа библиотека „Развитие”, която започва да функционира от 11 януари 1898 година. 
От 1899 година училището става Етрополско трикласно смесено училище. От учебната 1902/1903 г. училището се преименува на Етрополско трикласно смесено училище „Йосиф I”. В периода 1911-1935 година наименованието на училището е Етрополска смесена прогимназия „Йосиф I”.
От началото на 1913 г. до 15 септември 1913 г. прогимназията се затваря поради холера. По време на Междусъюзническата война от 1913 г. в нейните помещения се настаняват румънски войници. Преди възстановяване на учебната дейност се извършва почистване и дезинфекция на училищните помещения, обзавеждане и двор. От учебната 1913/1914 г. се въвежда изучаването на френски език и от I клас. От началото на 1915 година започва провеждането на родителски срещи между учители и родители на учениците. От учебната 1918/1919 г. започва организирането на вечеринки, на които се събират средства за бедни ученици от училището. В следващите учебни години се организират и други мероприятия като томболи, коледуване, лазаруване. Със събраните средства се закупуват учебници, помагала, дрехи, обувки, храна за бедни ученици.
От учебната 1920/1921 г. се въвежда седмичен трудов полуден, по време на който учениците работят в зеленчукова и цветна градини, почистват двора на училището и учебните помещения. От учебната 1925/1926 г. се въвежда задължително обучение на учениците до 14-годишна възраст. От същата учебна година започва използването на учебници, напечатани по новия правопис. Организира се ученическа читалня при ученическата библиотека. На 17 октомври 1925 г. се създава ученическо дружество Младежки червен кръст.
На 18.11.1928 г. се открива ученическа трапезария за бедни ученици. Издръжката е от дарения, приходи от вечеринки, коледуване, от дейността на дружество Младежки червен кръст.
От началото на 1936 година наименованието на училището е Етрополска смесена прогимназия „Екзарх Йосиф I”.
Със заповед на Софийски областен училищен инспектор първоначалното училище „Св.Св. Кирил и Методий” и Етрополската смесена прогимназия „Екзарх Йосиф I” се сливат в едно училище с наименование Средищно народно основно училище „Екзарх Йосиф I”– гр. Етрополе.
На основание заповед № 1524/16.06.1937 г. на Министъра на народното просвещение се повишава годишния успех на учениците с по 1 единица по всички предмети заради раждането на Негово Величество Княз Симеон Търновски. 
От 22.12.1937 година започва функционирането на новопостроената училищна баня. В началото на 1938 година се приема правилник за дейността на училищната баня. От 1940 година патронен празник на училището става 17-ти май – денят, в който е роден Екзарх Йосиф I. През 1941 година в двора на училището се изработват училищни чешми.
Последните документални материали за дейността на Средищно народно основно училище „Екзарх Йосиф I”– гр. Етрополе са от 26.11.1947 година.

### Архивно наследство
В Държавен архив – София се съхранява архивен фонд, чийто фондообразовател е училището – фонд 628К с 48 архивни единици за периода 1892 - 1947 година